# Quelli come me (Modà)
Quelli come me è un singolo del gruppo italiano Modà, pubblicato il 30 agosto 2019 come secondo estratto dal settimo album in studio Testa o croce.

## Video musicale
Il videoclip, diretto da Matteo Alberti e Fabrizio De Matteis, è stato pubblicato in concomitanza con il lancio del singolo sul canale YouTube del gruppo. Il video è ispirato al film The Place di Paolo Genovese, il quale fa un breve cameo.